# Chanteloup-les-Bois
Chanteloup-les-Bois è un comune francese di 705 abitanti situato nel dipartimento del Maine e Loira nella regione dei Paesi della Loira.

## Società

### Evoluzione demografica
Abitanti censiti